# Roland Kiessling
Roland Kiessling, född 1 mars 1921 i Borås, död 20 mars 2009, var en svensk  kemist, metallograf och direktör.
Kiessling disputerade 1950 vid Uppsala universitet. Han erhöll 1962 professors namn (i metallforskning) och var 1960-1970 föreståndare för Institutet för metallforskning. 1980–1986 var han VD för Sveriges Mekanförbund.
Han blev ledamot av Ingenjörsvetenskapsakademien 1962 och av Vetenskapsakademien 1973.